# جون فيرغسون (ملحن)
جون فيرغسون (بالإنجليزية: John Allen Ferguson)‏ هو عازف الأرغن ومدرس وملحن أمريكي، ولد في 27 يناير 1941 في كليفلاند في الولايات المتحدة.